# (4705) Secchi
(4705) Secchi (1988 CK) – planetoida z pasa głównego asteroid okrążająca Słońce w ciągu 3,56 lat w średniej odległości 2,33 j.a. Odkryta 13 lutego 1988 roku.